# Spantax
 (novembre 2022).

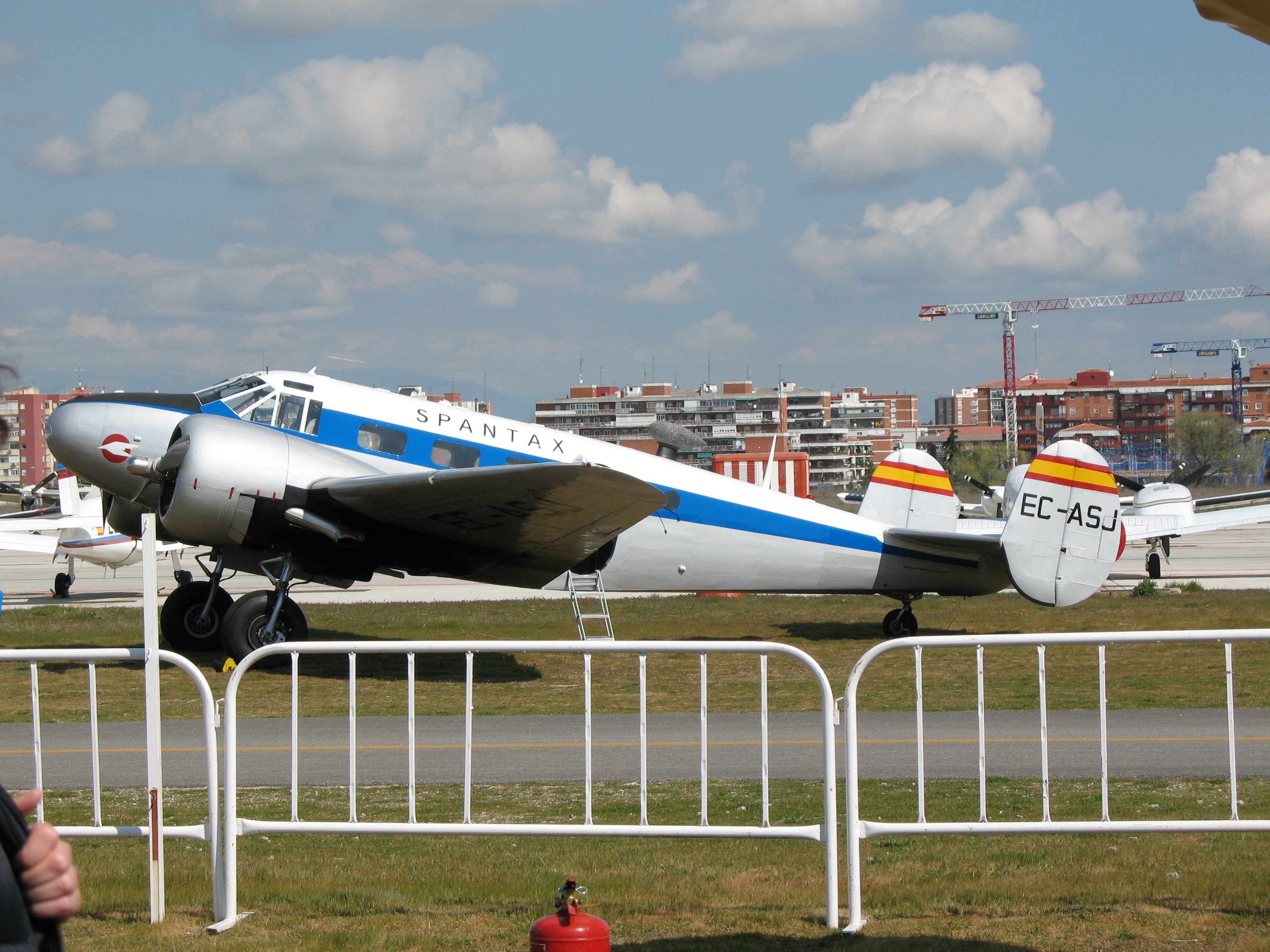
Beechcraft 18 de Spantax (photo 2007).

Spantax est une compagnie aérienne espagnole qui effectua des vols de 1959 à 1988. Son hub principal est alors à Palma dans l'île de Majorque, aux Baléares.
Fondée en 1959 sous le nom de Spain Air Taxi par Rodolfo Bay, un pilote célèbre en Espagne, les vols commencèrent avec des Douglas DC-3 assurant la liaison entre Palma à Majorque et un camp pétrolier dans le Sahara. En 1962, la compagnie propose des vols charter entre Majorque et plusieurs grandes villes européennes. 
La flotte s'agrandit avec d'autres Douglas DC-4, DC-6 et DC-7, puis des DC-9 et DC-10 afin de réaliser des vols transatlantiques. La compagnie sera une des rares à exploiter le Convair CV-990. En 1970, elle est la deuxième compagnie charter européenne avec plus de 2 millions de passagers par an. 
La compagnie perd trois avions (tous des CV-990) dans trois crashes :
- le 5 janvier 1970 à l'aéroport d'Arlanda à Stockholm, 5 morts parmi les 10 personnes à bord ;
- le 3 décembre 1972 à l'aéroport de Los Rodeos à Tenerife (avion à destination de Munich), 155 morts ;
- le 5 mars 1973, une collision en France au sud de Nantes, 107 occupants sauvés après que le pilote se soit posé en urgence à Cognac.

La crise pétrolière de 1979 plonge Spantax dans une crise financière, aggravée par l'accident d'un DC-10 à Malaga en septembre 1982. Les difficultés financières s'aggravant, la compagnie est rachetée en 1987 par un groupe financier luxembourgeois, qui malgré l'application de plans sociaux et l'achat de Boeing 767 ne parvient pas à la redresser. La compagnie Spantax cesse toute activité en mars 1988.